# Volkmar Wirth
Volkmar Wirth (* 1. April 1943 in Herrnhut) ist ein deutscher Botaniker und ehemaliger Direktor des Staatlichen Museums für Naturkunde in Karlsruhe.
Sein botanisch-mykologisches Autorenkürzel lautet „V.Wirth“.

## Leben
Nach Volksschulbesuch in Löbau, Lörrach und Zell im Wiesental besuchte Wirth zunächst die Gymnasien in Schopfheim und Lörrach und von 1957 bis 1962 das Kepler-Gymnasium in Freiburg, wo er das Abitur ablegte. Bereits als Gymnasiast bekam Wirth Kontakt mit dem Botaniker Georg Philippi, der ihn bei seinen floristischen Studien förderte.
Ab 1962 studierte Wirth an der Universität Freiburg Biologie und Chemie sowie Geographie und wurde 1964 auf Vorschlag von Hans Mohr und Max Pfannenstiel in die Studienstiftung des Deutschen Volkes aufgenommen. Durch die Moos- und Flechtenkurse bei Otti Wilmanns angeregt, entwickelte Wirth ein besonderes Interesse für Flechten und beschäftigte sich folglich bereits in seiner Staatsarbeit mit Lungenflechtengesellschaften und anderen epiphytischen Flechtengesellschaften im Südschwarzwald. Seine Dissertation unter der Anleitung von Otti Wilmanns hatte die Silikatflechtengesellschaften des außeralpinen Zentraleuropas zum Thema. Mit dieser Arbeit wurde Wirth 1971 mit summa cum laude promoviert.
Bereits 1969 war Wirth wissenschaftlicher Assistent an der Universität Freiburg und wechselte dann 1972 ebenfalls als Assistent an die Universität Würzburg bei Otto Ludwig Lange. In Würzburg befasste sich Wirth bis 1975 mit experimentell-ökophysiologischen Arbeiten über SO2-Resistenz von Flechten und Moosen. Außerdem leitete er die Regionalstelle Unterfranken der floristischen Kartierung der höheren Pflanzen als Beitrag zum Verbreitungsatlas der Farn- und Blütenpflanzen Bayerns.
Ab 1975 bildeten Floristik und Standortökologie von Flechten Deutschlands einen der Schwerpunkte seines wissenschaftlichen Interesses. Daneben erforschte Wirth auch die Flechtenflora der Namibwüste. Außerdem wirkte er an mehreren VDI-Richtlinien in der Kommission Reinhaltung der Luft mit und war an der Erstellung des immissionsökologischen Wirkungskatasters von Baden-Württemberg beteiligt.
1975 erhielt er eine Stelle als Botaniker am Staatlichen Museum für Naturkunde Stuttgart, wo er ab 1988 Leiter der Abteilung Öffentlichkeitsarbeit und ab 1992 stellvertretender Direktor war. In den Jahren 2000 bis 2001 war er kommissarischer Direktor am Museum für Naturkunde in Stuttgart und wurde 2001 Direktor des Naturkundemuseum Karlsruhe, wo er bis zu seiner Pensionierung 2008 wirkte.
1988 erhielt Wirth einen Ruf auf den Lehrstuhl der Botanik an der Universität Frankfurt, den er ablehnte. Von 1994 bis 2007 war er Honorarprofessor an der Universität Hohenheim.
Wirth ist verheiratet und hat zwei Kinder.

## Schriften
Wirth hat zahlreiche Publikationen, vor allem zu Flechten und deren Ökologie, veröffentlicht, darunter auch populärwissenschaftliche Bücher. Daneben war er unter anderem langjähriger Chiefeditor der Fachzeitschrift Bibliotheca Lichenologica und Mitglied im Redaktionsbeirat der Zeitschrift Cryptogamie.  Mit Oskar Sebald übersetzte er Secrets et vertus des plantes médicinales (von Pierre Delaveau, Michelle Lorrain, François Mortier, Caroline Rivolier, Jean Rivolier und René Schweitzer) unter dem Titel Geheimnisse und Heilkräfte der Pflanzen (Zürich/Stuttgart 1978) ins Deutsche.

## Mitgliedschaften
- bis 2010: Mitglied der Kommission zur Reinhaltung der Luft im VDI bis 2010
- 1999 bis 2001: Erster Vorsitzender Gesellschaft für Naturkunde Württemberg
- Naturschutzbeirat im Schwäbischen Heimatbund
- 1991 bis 2011: Erstellung der Roten Liste der Flechten Deutschlands
- 1991: Initiierung der Dr. Fritz Koppe-Stiftung zur Förderung der Mooskunde in Mitteleuropa zusammen mit Ruprecht Düll

## Ehrungen
- 1991 Schillerpreis der Stadt Marbach am Neckar für hervorragende Arbeiten auf dem Gebiet der Landeskunde
- 2008 Festschrift anlässlich des 65. Geburtstages
- 2012 Ehrenmitglied des Naturwissenschaftlichen Vereins Karlsruhe[1]

## Dedikationsnamen
Mehrere Arten von Flechten und Pilzen wurden zu Ehren von Wirth benannt:
- Bacidia wirthii Vezda[2]
- Eilifdahlia wirthii S.Kondr.[3]
- Gyalideopsis wirthii Kalb & Vezda[4]
- Gyrotrema wirthii Rivas Plata, Lücking & Lumbsch[5]
- Hypotrachyna wirthii Sipman, Elix & T.H.Nash[6]
- Lecanora wirthii Kalb[7]
- Ocellularia wirthii Mangold, Elix & Lumbsch[8]
- Ovealmbornia volkmarwirthii S. Kondr.[9]
- Paraparmelia wirthii Elix[10]
- Pertusaria wirthii Archer & Elix[11]
- Ramalina wirthii Aptroot & Schumm[12]
- Tremella wirthii Diederich[13]
- Trichothelium wirthii Lücking[14]
- Usnea wirthii Clerc[15]
- Xanthodactylon wirthii S. Kondr. & Kärnefelt[16]
- Xanthoparmelia wirthii (Elix) Elix[17]
- Wirthiotrema Rivas Plata, Kalb, Frisch & Lumbsch[18]